# Stefan Sroka
Stefan Sroka (ur. 19 grudnia 1897 w Swarzędzu, zm. 8 lipca 1958 w Poznaniu) – starszy sierżant Wojska Polskiego, działacz niepodległościowy, kawaler Orderu Virtuti Militari.

## Życiorys
Urodził się 19 grudnia 1897 w Swarzędzu, w rodzinie Władysława i Marii z Grzybowskich. Od 6 do 14 roku życia uczył się w szkole powszechnej w rodzinnej miejscowości. Od 1908 kontynuował naukę w siedmioklasowej Comeniusschule (Szkoła Miejska im. Komeńskiego) w Poznaniu. W kwietniu 1912, po ukończeniu szkoły, wstąpił jako terminator destylatorski do Destylatorni i Fabryki Likierów Leopolda Kniebla na placu Sapieżyńskim w Poznaniu. 1 kwietnia 1915 zatrudnił się jako subiekt w Berlinie.
3 marca 1916 wcielony do armii niemieckiej i przydzielony do Batalionu Pionierów von Rauch (1. Brandenburskiego) Nr 3 w Spandau. Od sierpnia tego roku walczył na froncie zachodnim, w szeregach 1. kompanii wspomnianego batalionu, która była przydzielona do niemieckiej 5 Dywizji. 1 listopada 1917 podczas forsowania rzeki Tagliamento w północno-wschodnich Włoszech został ranny w lewe przedramię lotką szrapnela. Do marca 1918 leczył się w szpitalu, a w kwietniu powrócił do walki na froncie zachodnim.
15 listopada 1918 przyjechał do rodzinnego Swarzędza, gdzie wkrótce wstąpił do polskiej formacji militarnej. 27 grudnia 1918 wziął udział w walkach o wyzwolenie Poznania w początkach powstania wielkopolskiego. 21 stycznia 1919 wstąpił jako ochotnik do 1. kompanii I batalionu saperów wielkopolskich (późniejszego XV batalionu saperów). Walczył na froncie północnym. Był jednym z dziewięciu saperów, którzy 17 lutego 1919 pod Rynarzewem stoczyli walkę z niemieckim pociągiem pancernym i przyczynili się do jego zdobycia. Głównodowodzący Sił Zbrojnych w byłym zaborze pruskim generał porucznik Józef Dowbor-Muśnicki w rozkazie nr 65 z 9 marca 1919 napisał: „cała ta dziewiątka, po wysadzeniu toru kolejowego, nie zważając na znaczną przewagę załogi pociągu, mężnie rzuciła się do ataku i walcząc aż do przybycia posiłków, nie dała wrogowi wycofać pociągu. W nierównej walce tylko trzech ocalało. Ten czyn bohaterski stawiam za wzór. Poległym niech ziemia rodzinna da wieczny pokój. Reszcie – szczycąc się, że dowodzę nimi – składam podziękowanie”. W czasie tej walki został ranny w szyję kulą z karabinu maszynowego. Po czterotygodniowym leczeniu wrócił do macierzystej jednostki. Następnie walczył na wojnie z bolszewikami, gdzie wyróżnił się po raz drugi. 6 października 1920 dowódca 1. kompanii XV bsap. podporucznik Tadeusz Szczepanowski we wniosku na odznaczenie Orderem Virtuti Militari napisał: „22 sierpnia 1920 miała 1. komp. XV batalionu saperów wlkp. otrzymała zadanie zbudowania kładki dla piechoty przez Narew pod Łomżą. Mosty prowadzące przez rzekę zostały spalone przez bolszewików, a rzeka była pod ostrzałem karabinów maszynowych i karabinów ręcznych. Starszy saper Sroka, otrzymawszy rozkaz, aby zbudować kładkę pod dowództwem jednego z kaprali, rozebrał się do naga, wskoczył do wody i pod ogniem przyczynił się do prędkiego zbudowania tej kładki”. Za ten czyn oraz za walkę pod Rynarzewem został odznaczony Orderem Virtuti Militari V klasy.
Po zakończeniu działań wojennych pozostał w armii jako podoficer zawodowy. W marcu 1934 pełnił służbę w 8 batalionie saperów w Toruniu na stanowisku szefa 2. kompanii. Był długoletnim członkiem pocztu sztandarowego i występował w pułkowym teatrze. Udzielał się społecznie jako członek Towarzystwa Przyjaciół Związku Strzeleckiego, Ligi Obrony Powietrznej i Przeciwgazowej oraz Ligi Morskiej i Kolonialnej. Po 25 marca 1934 został przeniesiony do Sarn, gdzie zamieszkał przy ul. Rycerskiej 48.
Zmarł 8 lipca 1958 i został pochowany na cmentarzu Jeżyckim (kwatera P, rząd 40, miejsce 36).
Był żonaty ze Stefanią z Karasiewiczów, z którą miał córkę Marię (ur. 24 sierpnia 1919). Maria Sroka zginęła 9 kwietnia 1944 na dworcu Poznań Główny podczas nalotu aliantów.

## Ordery i odznaczenia
- Krzyż Srebrny Orderu Wojskowego Virtuti Militari nr 4763 – 3 lutego 1922[17][1][18]
- Medal Niepodległości – 27 czerwca 1938 „za pracę w dziele odzyskania niepodległości”[19][2][20]
- Brązowy Krzyż Zasługi – 1932[11][10][21]
- Medal Pamiątkowy za Wojnę 1918–1921[14]
- Medal Dziesięciolecia Odzyskanej Niepodległości[14]
- Odznaka za Rany i Kontuzje z jedną gwiazdką[22]